# Emilia homblei
Emilia homblei là một loài thực vật có hoa trong họ Cúc. Loài này được (De Wild.) C.Jeffrey mô tả khoa học đầu tiên năm 1986.